# آتوئین کبیر
آتوئین کبیر (به انگلیسی: Great A'Tuin)، لاک‌پشتی ستاره‌ای و غول‌پیکر است که در میان فضا شنا می‌کند و چهار فیل نگهدارنده جهان مسطح، زاده ذهن تری پرچت است.
لاک این لاکپشت عظیم‌الجثه با قشری از متان یخزده پوشیده شده‌است و بر اثر برخورد شهاب‌سنگ‌ها سوراخ‌سوراخ شده و بر اثر غبار کیهانی، ساییده شده‌است.
جنسیت آتوئین کبیر ناشناخته‌است و همین مسئله، فکر بسیاری از دانشمندان دنیای مسطح را به خود مشغول کرده‌است. دانستن جنسیت این لاک‌پشت غول‌پیکر ممکن است در شناختن مقصدی که او در فضا در پیش گرفته، کمک کند. بسیاری از تلاش‌ها برای برقراری تماس تله‌پاتیک، به علت برابر نبودن معیار زمان در مکان دو طرف، به نتیجه نرسیده‌اند. البته اغلب کسانی که در این راه تلاش کرده‌اند، به این نتیجه رسیده‌اند که آتوئین بزرگ به دنبال چیزی است. البته یک تئوری هم هست که می‌گوید او از هیچ کجا آمده و به هیچ کجا می‌رود.
در یکی از داستان‌های این مجموعه، آتوئین کبیر از هشت تخم لاک‌پشت مراقبت می‌کند. سپس از این تخم‌ها، هشت بچه لاک‌پشت که هر کدام چهار فیل و یک دنیای مسطح بر پشت دارند بیرون آمده و در میان فضا، به راه خود می‌روند. اینکه چنین کاری، هدف نهایی آتوئین کبیر بوده‌است یا یکی از قدم‌هایش در راه رسیدن به هدف بزرگ‌تر، نامعلوم است.
آتوئین کبیر اغلب برای جلوگیری از برخورد با شهاب‌سنگ‌ها، به روی شکم خود می‌لغزد. البته این کار تأثیری بر روی ساکنین دنیای مسطح ندارد و تنها ممکن است کسانی که به آسمان نگاه می‌کنند، اندکی دچار سرگیجه شوند.
در ابتدای این مجموعه توضیح داده می‌شود که ماه و خورشیدی کوچک، به قطر ۱ مایل به دور آتوئین کبیر می‌چرخد. اما بعداً اندازه این ماه و خورشید زیاد شده و در طی داستان‌ها، به قطر ۸۰ مایل هم می‌رسد. ماه از خورشید به دنیای مسطح نزدیک‌تر بوده و نیمی از آن با گیاهان نقره‌ای رنگ پوشیده شده‌است که برای تغذیه اژدهایان قمری مورد استفاده قرار می‌گیرد. طرف دیگر، بر اثر تابش خورشید سوخته و سیاه شده‌است.